# Многоголосие
Многоголо́сие — в музыке координация изложения звуков для совместного одновременного звучания. При многоголосии звуки входят не только в мелодическую последовательность («голос»), как в одноголосии, но и образуют созвучия в виде интервалов и аккордов; несколько одновременно звучащих мелодий могут образовывать контрапункт. В зависимости от соотношения голосов в многоголосии различают полифонию и гомофонию. С XV века многоголосие типично для европейской музыки.
Многоголосие имеет древнюю историю. Хотя в Европе первые письменные свидетельства относятся лишь к IX веку н. э. (анонимные трактаты, ранее приписываемые Хукбальду), устная традиция использовала многоголосие и ранее (бурдон, гетерофония, горловое пение).